# Yoder, Wyoming
Yoder är en småstad (town) i Goshen County i östra Wyoming i USA. Staden hade 151 invånare vid 2010 års folkräkning.

## Geografi
Staden ligger vid Fort Laramie-kanalen och Wyoming State Route 154, strax väster om U.S. Route 85 och omkring 20 km från delstatsgränsen mot Nebraska.

## Historia
Yoder fick sitt namn efter den tidiga bosättaren Jess Yoder, vars familj bosatte sig vid Bear Creek i slutet av 1800-talet och byggde upp en ranch. 1921 blomstrade samhället upp genom järnvägens ankomst, då Union Pacifics järnväg mellan Gering, Nebraska och Torrington, Wyoming byggdes. Vid järnvägsstationen några kilometer öster om ranchen växte en småstad upp på kort tid. Stadens blomstringstid varade i ungefär tio år, innan den stora depressionen på 1930-talet ledde till att många av stadens verksamheter stängde och kraftigt sjunkande invånarantal.